# 平野荘
平野荘（ひらののしょう）は美濃国安八郡（現在の岐阜県安八郡神戸町）にあった延暦寺領の荘園。ただし、一部は揖斐郡（現在の揖斐郡大野町）にかかっていたとする説もある。
嘉保2年（1095年）に延暦寺の「悪僧」が美濃守源義綱と合戦に及んでいるが、この争乱を延暦寺領荘園の設立を巡るものとする説があり、一歩進んで平野荘成立と関わっているとする説も出されている。
具体的な記録としては、保安3年（1122年）に南隣にあった伊勢神宮領の中河御厨を平野荘の加納田として併合しようとして問題になったとする話が『天台座主記』に記されている。平野荘には延暦寺と関係の深い日吉大社の神人も住んでおり、尾張守藤原成親の目代と平野荘の神人との衝突が嘉応の強訴の原因となった。
南北朝時代には5つの保に分割されたが、延暦寺の支配自体は安定しており、戦国時代の永禄9年（1566年）になっても延暦寺が平野荘から年貢を徴税している。ところが、翌永禄10年（1567年）に織田信長が稲葉山城を攻略して美濃国を支配し、その4年後の元亀2年（1571年）に延暦寺と対立した信長が比叡山焼き討ちを行っているため、織田氏の敵対勢力の所領となった平野荘はその4年間のうちに消滅したと考えられている。